# Masters of Darts
De Masters of Darts is een internationale landenstrijd op dartgebied tussen de vijf beste darters uit Engeland en Nederland. Het evenement, dat in het ExpoCenter Hengelo gespeeld wordt, werd voor het eerst in 2005 georganiseerd en vond in februari 2007 voor de tweede maal plaats. Bij de eerste editie was de Masters of Darts overigens een strijd tussen de beste vier PDC-spelers en de beste vier BDO-spelers.

## Eerste editie (2005)
Tijdens de eerste versie van de Masters of Darts speelden de PDC-spelers Colin Lloyd, Wayne Mardle en Roland Scholten onder leiding van meervoudig wereldkampioen Phil Taylor tegen de BDO-spelers Co Stompé, Raymond van Barneveld, Tony David en Andy Fordham. Raymond van Barneveld was de aanvoerder van de BDO-deelnemers.
Praktisch gezien speelden de spelers van beide bonden eenmaal tegen elkaar, zodat uiteindelijk elke darter vier wedstrijden had gespeeld. Vervolgens had elke bond zijn eigen onderlinge poule, waaruit de twee beste spelers doorstroomden naar de halve finales. Voor de PDC waren dat (1) Phil Taylor en (2) Roland Scholten. De BDO werd in de halve finales vertegenwoordigd door (1) Andy Fordham, de toenmalige BDO-wereldkampioen en (2) Raymond van Barneveld. De nummer een uit de ene poule speelde tegen de nummer twee uit de andere poule, zodat Fordham Scholten trof, en Van Barneveld Taylor. 
Het gevolg hiervan was dat de op voorhand gedroomde finale Van Barneveld-Taylor onmogelijk was. In plaats daarvan behaalde Andy Fordham de finale. Deze verloor hij vervolgens kansloos met 7-1 van Phil Taylor.

### Speelschema
7 februari 2005
- Co Stompé (BDO)                    - Colin Lloyd (PDC)       4-0
- Raymond van Barneveld (BDO)        - Roland Scholten (PDC)   4-2
- Andy Fordham (BDO)                 - Wayne Mardle (PDC)      4-2

8 februari 2005
- Tony David (BDO)                   - Wayne Mardle (PDC)      2-4
- Andy Fordham (BDO)                 - Phil Taylor (PDC)       2-4
- Co Stompé (BDO)                    - Roland Scholten (PDC)   1-4

9 februari 2005
- Co Stompé (BDO)                    - Wayne Mardle (PDC)      4-1
- Andy Fordham (BDO)                 - Roland Scholten (PDC)   4-2
- Raymond van Barneveld (BDO)        - Colin Lloyd (PDC)       4-0
- Tony David (BDO)                   - Phil Taylor (PDC)       0-4

10 februari 2005
- Andy Fordham (BDO)                 - Colin Lloyd (PDC)       1-4
- Raymond van Barneveld (BDO)        - Phil Taylor (PDC)       0-4
- Tony David (BDO)                   - Roland Scholten (PDC)   3-4

11 februari 2005
- Tony David (BDO)                   - Colin Lloyd (PDC)       3-4
- Raymond van Barneveld (BDO)        - Wayne Mardle (PDC)      4-3
- Co Stompé (BDO)                    - Phil Taylor (PDC)       0-4

#### BDO-groep
| Pos. | Darter            | Winst | Verlies | Sets Voor | Sets Tegen |
| ---- | ----------------- | ----- | ------- | --------- | ---------- |
| 1.   | Andy Fordham      | 3     | 1       | 14        | 9          |
| 2.   | Ray van Barneveld | 3     | 1       | 12        | 9          |
|      |                   |       |         |           |            |
| 3.   | Co Stompé         | 2     | 2       | 9         | 9          |
| 4.   | Tony David        | 2     | 2       | 11        | 13         |

#### PDC-groep
| Pos. | Darter          | Winst | Verlies | Sets Voor | Sets Tegen |
| ---- | --------------- | ----- | ------- | --------- | ---------- |
| 1.   | Phil Taylor     | 4     | 0       | 16        | 2          |
| 2.   | Roland Scholten | 2     | 2       | 12        | 12         |
|      |                 |       |         |           |            |
| 3.   | Wayne Mardle    | 0     | 4       | 8         | 16         |
| 4.   | Colin Lloyd     | 0     | 4       | 4         | 16         |

12 februari 2005 (halve finales)
- Phil Taylor (PDC) - Raymond van Barneveld (BDO) 5-2
- Andy Fordham (BDO) - Roland Scholten (PDC) 5-1

13 februari 2005 (finale)
- Phil Taylor (PDC) - Andy Fordham (BDO) 7-1

## Tweede editie (2007)
Het toernooi werd gehouden tussen 10 en 18 februari 2007. Het format van deze editie was veranderd in een competitie tussen Engeland en Nederland, in plaats van tussen de BDO en de PDC. De tweede editie is gewonnen door Raymond van Barneveld.
Op donderdag was er geen speeldag, omdat er die dag wedstrijden voor de Holsten Premier League Darts 2007 op het programma stonden. 
- Deelnemers Engeland: Phil Taylor, Colin Lloyd, Peter Manley, Mervyn King en Wayne Mardle.
- Deelnemers Nederland: Raymond van Barneveld, Roland Scholten, Vincent van der Voort, Jelle Klaasen en Michael van Gerwen.

### Speelschema
10 februari 2007
- Jelle Klaasen        0-3 Mervyn King
- Michael van Gerwen 3-0 Phil Taylor
- Raymond van Barneveld 2-3 Peter Manley
- Vincent van der Voort 0-3 Wayne Mardle
- Roland Scholten 0-3 Colin Lloyd

11 februari 2007
- Vincent van der Voort 2-3 Peter Manley
- Raymond van Barneveld 2-3 Mervyn King
- Michael van Gerwen 3-1 Wayne Mardle
- Roland Scholten 1-3 Phil Taylor
- Jelle Klaasen 3-2 Colin Lloyd

12 februari 2007
- Jelle Klaasen   2-3 Peter Manley
- Raymond van Barneveld 3-0 Phil Taylor
- Michael van Gerwen 2-3 Colin Lloyd
- Vincent van der Voort 0-3 Mervyn King
- Roland Scholten 0-3 Wayne Mardle

13 februari 2007
- Roland Scholten 1-3 Peter Manley
- Jelle Klaasen   1-3 Phil Taylor
- Raymond van Barneveld 3-0 Wayne Mardle
- Michael van Gerwen 3-2 Mervyn King
- Vincent van der Voort 0-3 Colin Lloyd

14 februari 2007
- Roland Scholten 3-2 Mervyn King
- Vincent van der Voort 3-1 Phil Taylor
- Raymond van Barneveld 3-0 Colin Lloyd
- Michael van Gerwen 2-3 Peter Manley
- Jelle Klaasen 3-1 Wayne Mardle

#### Eindstand in beide poules

##### TeamNederland
| Pos. | Darter                | Winst | Verlies | Sets Voor | Sets Tegen |
| ---- | --------------------- | ----- | ------- | --------- | ---------- |
| 1.   | Raymond van Barneveld | 3     | 2       | 13        | 6          |
| 2.   | Michael van Gerwen    | 3     | 2       | 13        | 9          |
|      |                       |       |         |           |            |
| 3.   | Jelle Klaasen         | 2     | 3       | 9         | 11         |
| 4.   | Vincent van der Voort | 1     | 4       | 5         | 13         |
| 5.   | Roland Scholten       | 1     | 4       | 5         | 14         |

##### TeamEngeland
| Pos. | Darter       | Winst | Verlies | Sets Voor | Sets Tegen |
| ---- | ------------ | ----- | ------- | --------- | ---------- |
| 1.   | Peter Manley | 5     | 0       | 15        | 9          |
| 2.   | Mervyn King  | 3     | 2       | 13        | 8          |
|      |              |       |         |           |            |
| 3.   | Colin Lloyd  | 2     | 3       | 11        | 8          |
| 4.   | Wayne Mardle | 2     | 3       | 7         | 9          |
| 5.   | Phil Taylor  | 2     | 3       | 7         | 11         |

De nummers 1 en 2 van elke poule plaatsten zich voor de halve finale.
17 februari 2007 (halve finales)
- Peter Manley -  Mervyn King 6-5
- Raymond van Barneveld -  Michael van Gerwen 6-4

18 februari 2007 (finale)
- Raymond van Barneveld -  Peter Manley 7-0